# Roncocreagris cantabrica
Roncocreagris cantabrica är en spindeldjursart som först beskrevs av Beier 1959.  Roncocreagris cantabrica ingår i släktet Roncocreagris och familjen helplåtklokrypare. Inga underarter finns listade i Catalogue of Life.